# Tomorrowland (Disney)
Tomorrowland is een themagebied van Disneyland Park Anaheim, Magic Kingdom, Hong Kong Disneyland, Tokyo Disneyland en Shanghai Disneyland rond het thema toekomst. In het Disneyland Park in Parijs heeft Tomorrowland een andere naam. Daar heet het themagebied Discoveryland omdat dit makkelijker is uit te spreken door Franstaligen. In tegenstelling tot in Tomorrowland wordt in Discoveryland de toekomst op een fantasierijke wijze voorgesteld. Op deze manier voorkomt men het probleem dat zich stelt in Tomorrowland waar de toekomst inmiddels is aangebroken en niet blijkt te kloppen met de ideeën van toen. Het themagebied in Parijs is onder andere geïnspireerd op de verhalen van Jules Verne en zijn ideeën omtrent de toekomst maar ook op de ideeën van Leonardo da Vinci en de verhalen van Herbert George Wells.
In het themagebied bevinden zich verschillende attracties die gethematiseerd zijn naar het ruimtevaartthema. Een aantal voorbeelden van attracties die in de meeste Disneyparken voorkomen:
- Space Mountain, een overdekte achtbaan.
- Buzz Lightyear Laser Blast, een interactieve darkride.
- Star Tours, een simulator.

## Het oorspronkelijke plan voor Parijs
De attractie Space Mountain in het Disneyland Park te Parijs was eigenlijk niet het oorspronkelijke plan van Walt Disney Imagineering. Het concept hield eigenlijk een vulkaan in, wat de stukken magma verklaren die in Discoveryland verspreid liggen. Dit zou beter aansluiten bij het verhaal Vingt mille lieues sous les mers (Nederlands: Twintigduizend mijlen onder zee) door Jules Verne. De onderzeeër die zich naast Space Mountain: Mission 2 bevindt is er ook restant van. Wegens een geldtekort heeft Disney dit concept moeten afwijzen. Er is toen iets goedkopers uit de bus gekomen, namelijk een darkride-rollercoaster. Ook zou Space Mountain: Mission 2 eerst een andere naam hebben, namelijk Discovery Mountain. Vlak voor de opening is het plan gewijzigd, daarom zag je voorheen rond Space Mountain logo's met DM erop staan.
Disneyland Paris · Lijst van attracties in Disneyland Park · Le Château de la Belle au Bois Dormant · afbeeldingen
Walt Disney World Resort · Cinderella Castle · Lijst van attracties in Magic Kingdom · Afbeeldingen
Tokyo Disney Resort · Lijst van attracties in Tokyo Disneyland · Cinderella Castle · afbeeldingen
Disneyland Resort · Lijst van attracties in Disneyland Park · Sleeping Beauty Castle · afbeeldingen
Hong Kong Disneyland Resort · Lijst van attracties in Hong Kong Disneyland · Sleeping Beauty Castle · afbeeldingen
Shanghai Disney Resort · Lijst van attracties in Shanghai Disneyland